# L'Huiliers sats

Figur 1.

L'Huiliers sats är en sats inom den sfäriska trigonometrin som säger att det sfäriska överskottet {\displaystyle E=\alpha +\beta +\gamma -\pi } (beteckningar enligt figur 1) för en sfärisk triangel på en enhetssfär är:
{\displaystyle \tan {E \over 4}={\sqrt {\tan {\frac {s}{2}}\cdot \tan {\frac {s-a}{2}}\cdot \tan {\frac {s-b}{2}}\cdot \tan {\frac {s-c}{2}}}}}
där
{\displaystyle s={\frac {a+b+c}{2}}}
är triangelns semiperimeter (halva omkrets).
Förhållandet, med vars hjälp man kan beräkna en sfärisk triangels area direkt ur dess sidlängder, upptäcktes av den schweiziske matematikern Simon Antoine Jean L'Huilier.
Ett liknande förhållande ges av Cagnolis sats (uppkallad efter den italienske astronomen och matematikern Antonio Cagnoli)
{\displaystyle \sin {\frac {E}{2}}={\frac {\sqrt {\sin s\cdot \sin(s-a)\cdot \sin(s-b)\cdot \sin(s-c)}}{2\cdot \cos {\frac {a}{2}}\cdot \cos {\frac {b}{2}}\cdot \cos {\frac {c}{2}}}}}

## Härledning
Vi utnyttjar att vi från den plana trigonometrin har
{\displaystyle {\frac {\sin x-\sin y}{\cos x+\cos y}}={\frac {2\cos {\frac {x+y}{2}}\cdot 2\sin {\frac {x-y}{2}}}{2\cos {\frac {x+y}{2}}\cdot 2\cos {\frac {x-y}{2}}}}={\frac {\sin {\frac {x-y}{2}}}{\cos {\frac {x-y}{2}}}}} och med {\displaystyle x=\alpha +\beta } och med {\displaystyle y=\pi -\gamma } får vi därför i andra steget:
{\displaystyle {\begin{aligned}\tan {\frac {E}{4}}&=\tan {\frac {\alpha +\beta +\gamma -\pi }{4}}=\\&={\frac {\sin {\frac {\alpha +\beta +\gamma -\pi }{4}}}{\cos {\frac {\alpha +\beta +\gamma -\pi }{4}}}}=\\&={\frac {\sin {\frac {\alpha +\beta }{2}}-\sin {\frac {\pi -\gamma }{2}}}{\cos {\frac {\alpha +\beta }{2}}+\cos {\frac {\pi -\gamma }{2}}}}=\\&={\frac {\sin {\frac {\alpha +\beta }{2}}-\cos {\frac {\gamma }{2}}}{\cos {\frac {\alpha +\beta }{2}}+\sin {\frac {\gamma }{2}}}}\end{aligned}}}
Med hjälp av två av Delambres analogier
{\displaystyle {\frac {\sin {\frac {\alpha +\beta }{2}}}{\cos {\frac {\gamma }{2}}}}={\frac {\cos {\frac {a-b}{2}}}{\cos {\frac {c}{2}}}}\Leftrightarrow \sin {\frac {\alpha +\beta }{2}}={\frac {\cos {\frac {a-b}{2}}\cos {\frac {\gamma }{2}}}{\cos {\frac {c}{2}}}}} och {\displaystyle {\frac {\cos {\frac {\alpha +\beta }{2}}}{\sin {\frac {\gamma }{2}}}}={\frac {\cos {\frac {a+b}{2}}}{\cos {\frac {c}{2}}}}\Leftrightarrow \cos {\frac {\alpha +\beta }{2}}={\frac {\cos {\frac {a+b}{2}}\sin {\frac {\gamma }{2}}}{\cos {\frac {c}{2}}}}} får vi
{\displaystyle {\begin{aligned}\tan {\frac {E}{4}}&={\frac {{\frac {\cos {\frac {a-b}{2}}\cdot \cos {\frac {\gamma }{2}}}{\cos {\frac {c}{2}}}}-\cos {\frac {\gamma }{2}}}{{\frac {\cos {\frac {a+b}{2}}\cdot \sin {\frac {\gamma }{2}}}{\cos {\frac {c}{2}}}}+\sin {\frac {\gamma }{2}}}}=\\&={\frac {\cos {\frac {a-b}{2}}\cos {\frac {\gamma }{2}}-\cos {\frac {c}{2}}\cdot \cos {\frac {\gamma }{2}}}{\cos {\frac {a+b}{2}}\sin {\frac {\gamma }{2}}+\cos {\frac {c}{2}}\cdot \sin {\frac {\gamma }{2}}}}=\\&={\frac {\cos {\frac {a-b}{2}}-\cos {\frac {c}{2}}}{\cos {\frac {a+b}{2}}+\cos {\frac {c}{2}}}}\cdot {\frac {\cos {\frac {\gamma }{2}}}{\sin {\frac {\gamma }{2}}}}\\&={\frac {\sin {\frac {a-b+c}{4}}\cdot \sin {\frac {c-a+b}{4}}}{\cos {\frac {a+b+c}{4}}\cdot \cos {\frac {a+b-c}{4}}}}\cdot \cot {\frac {\gamma }{2}}\end{aligned}}}
Där vi i sista steget utnyttjade {\displaystyle \cos x-\cos y=-\sin {\frac {x+y}{2}}\cdot \sin {\frac {x-y}{2}}=\sin {\frac {x+y}{2}}\cdot \sin {\frac {y-x}{2}}} och {\displaystyle \cos x+\cos y=\cos {\frac {x+y}{2}}\cdot \cos {\frac {x-y}{2}}}.
Vi inför nu {\displaystyle s={\frac {a+b+c}{2}}} och tar hjälp av den sfäriska formeln för cotangens för halva vinkeln, {\displaystyle \cot {\frac {\gamma }{2}}={\sqrt {\frac {\sin s\cdot \sin(s-c)}{\sin(s-a)\cdot \sin(s-b)}}}} och sedan av den plantrigonometriska {\displaystyle \sin x=2\sin {\frac {x}{2}}\cos {\frac {x}{2}}}, vilket ger
{\displaystyle {\begin{aligned}\tan {\frac {E}{4}}&={\frac {\sin {\frac {s-b}{2}}\cdot \sin {\frac {s-a}{2}}}{\cos {\frac {s}{2}}\cdot \cos {\frac {s-c}{2}}}}\cdot {\sqrt {\frac {\sin s\cdot \sin(s-c)}{\sin(s-a)\cdot \sin(s-b)}}}=\\&={\frac {\sin {\frac {s-b}{2}}\cdot \sin {\frac {s-a}{2}}}{\cos {\frac {s}{2}}\cdot \cos {\frac {s-c}{2}}}}\cdot {\sqrt {\frac {2\sin {\frac {s}{2}}\cdot \cos {\frac {s}{2}}\cdot 2\sin {\frac {s-c}{2}}\cdot \cos {\frac {s-c}{2}}}{2\sin {\frac {s-a}{2}}\cdot \cos {\frac {s-a}{2}}\cdot 2\sin {\frac {s-b}{2}}\cdot \cos {\frac {s-b}{2}}}}}=\\&={\sqrt {\frac {\sin ^{2}{\frac {s-b}{2}}\cdot \sin ^{2}{\frac {s-a}{2}}\cdot \sin {\frac {s}{2}}\cdot \cos {\frac {s}{2}}\cdot \sin {\frac {s-c}{2}}\cdot \cos {\frac {s-c}{2}}}{\cos ^{2}{\frac {s}{2}}\cdot \cos ^{2}{\frac {s-c}{2}}\cdot \sin {\frac {s-a}{2}}\cdot \cos {\frac {s-a}{2}}\cdot \sin {\frac {s-b}{2}}\cdot \cos {\frac {s-b}{2}}}}}=\\&={\sqrt {\frac {\sin {\frac {s}{2}}\cdot \sin {\frac {s-a}{2}}\cdot \sin {\frac {s-b}{2}}\cdot \sin {\frac {s-c}{2}}}{\cos {\frac {s}{2}}\cdot \cos {\frac {s-a}{2}}\cdot \cos {\frac {s-b}{2}}\cdot \cos {\frac {s-c}{2}}}}}=\\&={\sqrt {\tan {\frac {s}{2}}\cdot \tan {\frac {s-a}{2}}\cdot \tan {\frac {s-b}{2}}\cdot \tan {\frac {s-c}{2}}}}\qquad Q.E.D.\end{aligned}}}